# Baierbrunn
Baierbrunn település Németországban, azon belül Bajorországban. Lakosainak száma 3426 fő (2023. december 31.). Baierbrunn Straßlach-Dingharting, Schäftlarn, Pullach im Isartal és Grünwald községekkel határos.

## Népesség
A település népessége az elmúlt években az alábbi módon változott:
| Lakosok száma | 200  | 1289 | 2008 | 2176 | 2986 | 3132 | 3266 | 3265 | 3297 | 3426 |
|               | 1875 | 1950 | 1975 | 1987 | 2012 | 2014 | 2016 | 2017 | 2021 | 2023 |